# Wood Group
John Wood Group PLC, kallas endast Wood Group, är ett brittiskt multinationellt serviceföretag inom den globala energisektorn som utför olika sorters servicetjänster åt aktörer som verkar i den. De har verksamheter i 60 länder världen över.

## Historik
Företaget har sitt ursprung från 1982 när Sir Ian Wood knoppade av energiverksamheten från förvaltningsbolaget JW Holdings, som hade också intressen i fiskerinäringen. År 2002 blev de listade på London Stock Exchange. I oktober 2017 köpte företaget konkurrenten Amec Foster Wheeler för 2,2 miljarder brittiska pund.